# 46H busz (Debrecen)
A debreceni 46H jelzésű autóbusz a Nagyállomás és a Határ út között közlekedik Inter Tan-Ker Zrt. betéréssel.

## Története
A járatot 2018. szeptember 24-én indítják a korábban megszüntetett 46Y útvonalán.

## Járművek
A viszonylaton Alfa Cívis 12 és Alfa Cívis 18 típusú buszok közlekednek.

## Útvonala
| Határ út felé | Nagyállomás felé |
| --- | --- |
| Nagyállomás vá. – Erzsébet utca – Külsővásártér – Nyugati utca – Kishegyesi út – Határ út – Richter Gedeon utca – Kígyóhagyma utca – Richter Gedeon utca – Határ út – Határ út vá. | Határ út vá. – Határ út – Richter Gedeon utca – Kígyóhagyma utca – Richter Gedeon utca – Határ út – Kishegyesi út – Nyugati utca – Külsővásártér – Erzsébet utca – Nagyállomás vá. |

## Megállóhelyei
Az átszállási kapcsolatok között a Nagyállomás és az Inter Tan-Ker Zrt. között azonos útvonalon közlekedő 46-os busz nincsen feltüntetve.
| 0  | Nagyállomás végállomás          | 22 | 1, 2 10, 10A, 10Y, 14, 16, 18, 18Y, 21, 30, 30A, 30I, 30N, 37, 39, 42, 42A, 43, 44, 46E, 47, 47Y, 48, 49, 49Y, 146, A1, Airport1 5, 5A Helyközi buszok S506 sebesvonat, gyorsvonat, IC, EC, expresszvonat |
| 2  | MÁV-rendelő                     | 21 | 10, 10A, 10Y, 14, 30, 30A, 39, 49, 49Y, 146 5, 5A Helyközi buszok |
| 3  | Mentőállomás                    | 20 | 10, 10A, 10Y, 14, 19, 30, 30A, 39, 49, 49Y, 146 5, 5A |
| 5  | Mechwart András Szakközépiskola | 19 | 3, 3A, 4, 5, 5A 10, 10A, 10Y, 14, 19, 25, 25Y, 34, 35, 35Y, 36, 41, 41Y, 42, 42A, 45, 46E, 49, 49Y, 125, 125Y, 146, A1 Helyközi buszok                                                                    |
| 6  | Segner tér                      | 17 | 3, 3A, 4, 5, 5A 10, 10A, 10Y, 11, 13, 14, 17, 17A, 24, 24Y, 25, 25Y, 33, 33E, 34, 35, 35E, 35Y, 36, 42, 42A, 45, 46E, 49, 49Y, 125, 125Y, 146, A1 Helyközi buszok                                         |
| 8  | Kishegyesi út                   | 16 | 12, 17, 17A, 22, 22Y, 24, 24Y, 25, 25Y, 45, 125, 125Y, 146 |
| 9  | Dorottya utca                   | 14 | 12, 17, 17A, 22, 22Y, 24, 24Y, 25, 25Y, 46E, 125, 125Y, 146 |
| 10 | Gyepűsor utca                   | 12 | 12, 17, 17A, 22, 22Y, 24, 24Y, 25, 25Y, 46E, 125, 125Y, 146 |
| 11 | Építők útja                     | 11 | 17, 17A, 42, 42A, 146 |
| 13 | Tegez utca                      | ∫  | 17, 17A, 42, 42A, 43 |
| 14 | Pósa utca                       | 10 | 17, 17A, 42, 42A, 43, 46E, 146 |
| 15 | Ipari Park, bejáró út           | 8  | 146 |
| 16 | FAG                             | 7  | 46E, 146 |
| 17 | Richter Gedeon utca             | 6  | 46E, 146 |
| 18 | Inter Tan-Ker Zrt.              | 5  | 46E, 146 |
| 19 | Richter Gedeon utca             | 4  | 46E, 146 |
| 20 | Csalogány utca                  | 3  | 146 |
| 21 | Hajdúkomm                       | 2  | 146 |
| 22 | Salakos bekötőút                | 1  | 146 |
| 23 | Határ út végállomás             | 0  | 146 |